# Польове (Березівський район)
Польове́ (до 01.02.1945 Рейзенфельд) — село Петровірівської сільської громади у Березівському районі Одеської області, Україна. Населення становить 117 осіб.

## Населення
Згідно з переписом УРСР 1989 року чисельність наявного населення села становила 120 осіб, з яких 62 чоловіки та 58 жінок.
За переписом населення України 2001 року в селі мешкало 117 осіб.

### Мова
Розподіл населення за рідною мовою за даними перепису 2001 року:
| Мова       | Відсоток |
| ---------- | -------- |
| українська | 71,79 %  |
| молдовська | 22,22 %  |
| російська  | 5,13 %   |
| білоруська | 0,85 %   |